# Clive Bunker
Clive Bunker (Luton, Bedfordshire, 30 de dezembro de 1946) é um instrumentista inglês.
Foi o baterista original da banda britânica Jethro Tull. Bunker saiu do grupo logo após o lançamento de Aqualung pois achava que o som do Tull havia se afastado demais de suas "raízes terrenas". Ele foi substituído por Barriemore Barlow, um colega de escola de Ian Anderson.